# Palhoça
Palhoça város Brazíliában, Santa Catarina államban. Lakosainak száma 222 598 fő (2022). Palhoça São José, Florianópolis, Paulo Lopes és Santo Amaro da Imperatriz községekkel határos.

## Népesség
A település népességének változása:
| Lakosok száma | 102 742 | 137 334 | 222 598 |
|               | 2000    | 2010    | 2022    |